# Darklore Manor
Darklore Manor – debiutancki album studyjny duetu muzycznego Nox Arcana. Wydany 15 grudnia 2003 roku przez wytwórnię Monolith Graphics. Przedstawia styl muzyki, który nosi podobieństwo do wcześniej wydanego albumu Born of the Night Josepha Vargo z grupą Midnight Syndicate, którą pomógł utworzyć w 1998 roku przed założeniem Nox Arcana.

## Motyw
Muzyka zawarta na albumie to połączenie dźwięków fortepianu, skrzypiec, organów, klawesynu z chórami i krótkimi upiornymi narracjami, które zapraszają słuchacza do "wyruszenia w muzyczną podróż po nawiedzonych salach wiktoriańskiej rezydencji". Broszura towarzysząca przedstawia historię o rodzinie Darklore i ich "surowej i ponurej posiadłości", której "dawna świetność została utracona przez niszczące działanie czasu" i gdzie "duchy zmarłych nie śpią spokojnie".
Ten album został zainspirowany prawdziwym nawiedzonym domem położonym w pobliżu Salem (Massachusetts) – starym wiktoriańskim dworem zbudowanym w 1889 roku. Według miejscowej legendy, przekleństwo spotkało rodzinę Darklore, powodując wiele tajemniczych śmierci. Następnie w 1941 roku ostatni z rodu, Damon Darklore, jego żona Elizabeth i ich córka Belladonna zniknęli bez żadnego wyjaśnienia.
Przez lata opuszczony dwór Darklore Manor stał się lokalnym miejscem, którym straszono dzieci na Halloween. W 1968 roku trzy nastolatki zniknęły po rozpoczętym tam seansie na Halloween. Stary dwór w końcu doszczętnie spalono w 1971 roku.
Darklore Manor zainspirował innych do tworzenia nawiedzonych domów z wykorzystaniem muzyki i fabuły jako podstawy ich Halloweenowych atrakcji, włączając Busch Gardens "Howl-O-Scream" park rozrywki w Tampa na Florydzie, przedstawiający nawiedzony ślub z Darklore Manor jako tło i atmosfera.
Rozwijając historię nawiedzonego domu stworzoną do wkładki muzycznej tego albumu, Joseph Vargo napisał nowelę zatytułowaną The Legend of Darklore Manor. Pojawia się wśród 12 innych opowiadań grozy w książce The Legend of Darklore Manor and Other Tales of Terror.

## Lista utworów
| Nr  | Tytuł                           | Czas |
| --- | ------------------------------- | ---- |
| 1.  | "Legend"                        | 1:49 |
| 2.  | "Darklore Manor"                | 2:27 |
| 3.  | "Threshold of the Dead"         | 1:18 |
| 4.  | "Trespassers"                   | 2:52 |
| 5.  | "Veil of Darkness"              | 1:55 |
| 6.  | "Sanctuary of Shadows"          | 3:12 |
| 7.  | "The Grande Hall"               | 1:55 |
| 8.  | "Remnants"                      | 2:06 |
| 9.  | "Phantom Procession"            | 1:46 |
| 10. | "Belladonna"                    | 2:41 |
| 11. | "Nursery Rhyme"                 | 0:40 |
| 12. | "Music Box"                     | 2:08 |
| 13. | "The Forgotten"                 | 2:44 |
| 14. | "Nightmare"                     | 1:56 |
| 15. | "No Rest for the Wicked"        | 3:12 |
| 16. | "Omen"                          | 0:43 |
| 17. | "Seance"                        | 2:56 |
| 18. | "Beyond Midnight"               | 3:04 |
| 19. | "Darkness Immortal"             | 3:39 |
| 20. | "Incantation"                   | 1:55 |
| 21. | "Resurrected"                   | 2:13 |
| 22. | "Darklore Curse" (hidden track) | 2:44 |